# Yigoga libanicola
Yigoga libanicola là một loài bướm đêm trong họ Noctuidae.